# Lejeunea mehrana
Lejeunea mehrana är en bladmossart som beskrevs av M.Dey, D.K.Singh et D.Singh. Lejeunea mehrana ingår i släktet Lejeunea och familjen Lejeuneaceae. Inga underarter finns listade i Catalogue of Life.